# Двоє з одного кварталу
Двоє з одного кварталу (азерб. Bir məhəllədən iki nəfər) — радянська кінодрама 1957 року, знята на Бакинській кіностудії.

## Сюжет
Фільм знятий за однойменним твором Назима Хікмета. Фільм присвячений життю простих людей, що борються за життя і незалежність, а також за справедливість в суспільстві.

## У ролях
- Вадим Медведєв —  Ахмед
- Семен Соколовський —  Нуру
- Фатех Фатуллаєв —  майстер Алі
- Ісмаїл Османли —  майстер Махмуд
- Тамара Кокова —  Аміна
- Сергій Бондарчук —  Азіс
- Марзія Давудова —  Фатьма
- Аміна Нагієва —  Хадіса
- Аліага Агаєв —  Фейзі
- К. Соколовська —  Гюльшум
- Малік Дадашов —  Назіф
- Мовсун Санані —  Хасан
- Аділь Іскендеров —  голова суду
- Багадур Алієв - епізод

## Знімальна група
- Оригінальний текст: Назим Хікмет
- Композитор: Кара Караєв
- Художники-постановники: Кяміль Наджафзаде, Ельбей Рзакулієв, Мамед-Ага Усейнов
- Оператор-постановник: Маргарита Піліхіна
- Режисери-постановники: Ілля Гурін, Аждар Ібрагімов